# Bassethorn
Bassethornet er et medlem af klarinetfamilien i tenorregisteret. Det transponeres i F, så det lyder en kvint lavere end noteret, ligesom engelskhorn i F. Dets noterede toneomfang spænder fra det lille C til D4 (in English: fra C3 til D7) samt det en bassetklarinet dækker; dets reelle toneomfang er fra det store F til G4 (in English: fra F2 til G6) nog omfatter således fire oktaver plus en tone.

## Konstruktion
Bassethornet består som klarinetten oprindeligt af fem dele (mundstykke, birne, øverste stykke, nedre del samt klokke eller lydtragt, 'schallstykke'). Der er også et buet tilpasnings- eller forbindelsesstykke øverst på instrumentet mellem birnen og det øverste stykke (se foto øverst til højre i infoboks) og i bunden af instrumentet en buet opadvendt metalbue mellem den nedre del og lydtragten (se også foto øverst til højre). I stedet for forbindelsesstykket kan en vinklet eller buet birne også bruges, se foto øverst til venstre. Der findes også enklere versioner, hvor birnen med forbindelsesstykket eller den vinklede eller buede birne erstattes af et let bøjet eller vinklet metalrør. Lydtragten er her også lavet af metal og danner en enhed med metalbuen, se også foto nedenfor til venstre.
Man kan som med andre klarinetter få bassethorn med tysk og fransk fingergrebsystem, med tysk eller fransk indre boring, hver med yderligere en klap ('bassetklap') til de fire laveste toner C, Cis, D og Es, som ikke er tilgængelige på normale klarinetter; de kræves også på en bassetklarinet og en lang basklarinet. På historiske instrumenter og på instrumenter med tysk grebsystem bruges højre tommelfinger, men på moderne franske instrumenter bruges de to lillefingre eller en kombination af begge former for greb.

## Historie
De første bassethorn blev bygget omkring 1760 og var da stadig med forskellige stemninger fra D til G. Da den nederste stemning krævede en længere luftsøjle, blev de første instrumenter udført som en halvcirkel, så de stadigvæk kunne håndteres på trods af deres længde. Det kan antages, at navnet bassethorn på den ene side stammer fra denne karakteristiske form, og på den anden side fra lydtragten af metal, som klarinetten ikke havde. En yderligere forlængelse af røret blev lavet og anbragt i en træblok i den nedre ende af det nedre horn, se Grundmanns instrument på billede nederst til højre i infoboks.
Man opgav senere den runde form til fordel for en udførelse med en vinkel, som bestod af to lige dele, og klapsystemet blev udviklet parallelt med klarinetmekanismen. I begyndelsen af 1800-tallet blev stadig flere bassethorn udført som lige instrumenter, uden vinkel.
Der skete samtidig en nedvurdering af instrumentet, dels fordi det var for lydsvagt for det romantiske orkester, dels fordi basklarinetten blev accepteret i større og større omfang. Bortset fra Richard Strauss, som var meget glad for at bruge det "gammeldags" bassethorn, blev instrumentet glemt, og det blev først genoplivet i slutningen af 1900-tallet. Det skete på den ene side i forbindelse med den øgede brug af historiske instrumenter, men også med de stadig flere nyskrevne kompositioner  for klarinetkvartet (to klarinetter, bassethorn og basklarinet).

## Kompositioner til bassethorn
Kun få komponister har komponeret værker for bassethorn; det gælder også orkester- eller kammermusikværker, som indeholder bassethorn.
Man kunne sige, at på trods af sin varme og klangfulde lyd, kunne bassethornet ikke sejre i klarinetfamilien.
Mozart holdt dog af instrumentet. Han komponerede ud over bassethorntrioen (divertimenti, KV439b) og duoer (KV 487) også tredelte canzonetter for vokal og bassethorn og kunne lide at bruge dem i orkestret til religiøst indhold: i Requiem bidrager det til den mørke orkestrale farve og i Tryllefløjten er den forbundet med Sarastro og hans præster. I operaen La clemenza di Tito komponerede Mozart Vitellias arie (nr. 23) Non più di fiori med et solobassethorn. Andre tidlige værker med bassethorn inkluderer en koncert for bassethorn i G og lille orkester af Carl Stamitz (en), arrangeret for konventionelt bassethorn i F og indspillet på dette instrument af Sabine Meyer, og koncerter i F-dur af Heinrich Backofen (de) og Alssandro Rolla (en). 
Felix Mendelssohn Bartholdy komponerede to koncertstykker for klarinet, bassethorn og klaver, og Richard Strauss brugte instrumentet i nogle af sine operaer og i kammermusik. Mod slutningen af 1900-tallet fik instrumentet en vis renæssance. For eksempel er de værker, som Markus Stockhausen (en) komponerede til musikeren Tara Bouman (en), eksempler på dette. Hans far Karlheinz Stockhausen brugte også bassethornet, blandt andet på scenen i form af "EVA" i sin lette operacyklus. Bernd Alois Zimmermann bruger bassethornet i sin komposition Photoptosis og Gregor Benjamin (en) i sin første opera The Little Hill. Peter Schat kræver tre bassethorn i orkestret i sine Etudes voor piano en orkest, (Etuder for piano og orkester). Jochen Feucht og Burkard Kunkel bruger instrumentet i jazz.